# ダヴィデを攻撃するサウル
『ダヴィデを攻撃するサウル』（ダヴィデをこうげきするサウル、英: Saul Attacking David）、または『サウルとダヴィデ』（伊: Saul e Davide、英: Saul and David）は、イタリア・バロック期の巨匠グエルチーノが1646年にキャンバス上に油彩で制作した絵画である。レリオ・ファルコニエール枢機卿のために対作品の『サムソンとデリラ』 (個人蔵、米国カリフォルニア州) とともに描かれた。現在、ローマのバルベリーニ宮国立古典絵画館に所蔵されている。

## 作品
『旧約聖書』中の『サムエル記上』 (17章12-58) によれば、若き羊飼いのダヴィデは竪琴の名手であるだけでなく、勇敢な戦士でもあった。ある時、ダヴィデはペリシテ人との戦いで身の丈3メートルもある大男ゴリアテを額への投石の一撃だけで即死させ、彼の首を斬り落とした。これによりペリシテ人は敗走し、ダヴィデは人々の称賛を浴びて、やがて優れた軍事指導者となる。
この絵画の主題は「サムエル記上」 (18章10-11) から採られており、若いダヴィデが戦争で勝利を収め、民衆に人気があったことに嫉妬したサウル王を劇的な場面に表している。ダヴィデが王の深い憂鬱を晴らすためにハープを弾いていると、王は彼を殺そうとして槍を投げつけた。この主題はおそらく作品の依頼者であった枢機卿の要請になるもので、怒りを招く嫉妬の有害な結果に焦点を当てている。
1630年代になると、グエルチーノは晩年のグイド・レーニの作品から影響を受け、古典主義的傾向を強め始めた。本作はその典型的な作例で、場面の劇的な性格にもかかわらず、構図は非常に均衡あるものである。サウルとダヴィデはモニュメンタルに表され、対照されており、レリーフ彫像であるかのようにほとんど凝固した姿で前景に完全に収まっている。明るく、非常に洗練された色彩はグエルチーノの青年時代の豊かな厚塗りとはかけ離れており、影が2人の人物像の彫塑的特質を強調するのも同様である。